# روي ماكلارين
روي ماكلارين (بالإنجليزية: Roy MacLaren)‏ (12 فبراير 1930 في المملكة المتحدة - 25 سبتمبر 2022) هو مدرب كرة قدم ولاعب كرة قدم بريطاني في مركز حراسة المرمى. لعب مع سانت جونستون وشيفيلد وينزداي ونادي بوري.

## وصلات خارجية
- روي ماكلارين على موقع قاعدة بيانات كرة القدم.إي يو (الإنجليزية)